# Филибели Ахмад Хильми
Филибели Ахмад Хильми (1865 — 17 октября 1914) — османский политик и писатель

.

## Биография
Родился в 1865 году в Пловдиве.
Имя при рождении Ахмад Хильми. Также был известен под прозвищами Филибели (родом из Филибе, османское название Пловдива) и Шехбендерзаде (сын консула). Отец Ахмада Хильми, Сулейман-бей, занимал пост османского консула в Пловдиве.
Учился сначала у муфтия, затем окончил среднюю школу. После начала русско-турецкой войны 1877-78 годов семья Ахмада переехала в Эдирне, затем — в Стамбул. Там он, возможно, окончил галатасарайский лицей, впрочем, часть историков отвергает это.
С 1888 года работал на почте. Переехал в Измир, но работу на почте продолжил. Вскоре по работе был отправлен в Бейрут, там познакомился с членами комитета «Единение и прогресс». Хотя сведений о его жизни и деятельности в Бейруте практически не сохранилось, известно, что он, как и многие члены комитета был вынужден бежать в Египет. Там он примкнул к местному отделению комитета, а также издавал юмористический журнал «Çaylak».
После возвращения в Османскую империю в 1901 году, был арестован и отправлен в пустыню Феццан. Там он присоединился к местному суфийскому ордену. После младотурецкой революции вернулся в Стамбул, издавал ряд журналов, самый известный из которых исламистский журнал «İttihad-ı İslam». В публиковавшихся в этом журнале статьях критиковался национализм. По мнению Филибели, Османская империя в течение продолжительного времени смогла объединить мусульман поскольку туркам не свойственен национализм. Он писал: «Исторический долг турок — трудиться для блага мусульман. Если турки перестанут делать это, турецкая идентичность будет разрушена».
Хотя Филибели был близок к комитету «Единение и прогресс», всё же он расходился с ними во взглядах и критиковал их. После прихода к власти представителей комитета издававшиеся Филибели журналы неоднократно запрещались, он даже был изгнан в Кастамону, но в 1911 году ему разрешили вернуться в Бурсу.
Впоследствии написал ряд работ, как художественных, так и литературных, а также политических. В противовес написанной Рейнхарт Дози «Истории ислама» написал свою работу с таким же названием.
Умер в 1914 году в Бурсе при невыясненных обстоятельствах. Существует версия, что он был убит членами партии «Единение и прогресс» или масонами. Похоронен в стамбульской мечети Фатих.

## Творчество
Наиболее известная работа Филибели — фантастический рассказ «Глубины фантазии» (тур. Amak-ı Hayal). В центре повествования — юноша по имени Раджи. Он получил хорошее образование, но так и не нашёл истину. Раджи пытается найти её, изучая различные верования и философии, но не достигает успеха. Однажды юноша встречает суфийского шейха, тот готовит для Раджи кофе и играет на флейте, эти действия вызывают у главного героя сильные видения.